# Sabita Rajbhandari
Sabita Rajbhandari es una deportista nepalí que compitió en taekwondo. Ganó una medalla de plata en los Juegos Asiáticos de 1998 en la categoría de –55 kg.

## Palmarés internacional
| Juegos Asiáticos | Juegos Asiáticos    | Juegos Asiáticos | Juegos Asiáticos |
| Año              | Lugar               | Medalla          | Categoría        |
| ---------------- | ------------------- | ---------------- | ---------------- |
| 1998             | Bangkok (Tailandia) | Medalla de plata | –55 kg           |